# Kristina Brandi
Pour les articles homonymes, voir Brandi.
Kristina Brandi (née le 29 mars 1977 à San Juan) est une joueuse de tennis portoricaine, professionnelle entre 1995 et 2007.
Elle a remporté un titre WTA en simple, à Bois-le-Duc en 1999. Elle réalise l'année suivante la meilleure saison de sa carrière, qu'elle termine au 28e rang mondial, non sans avoir atteint le 4e tour à l'Open d'Australie et à Wimbledon.

## Palmarès

### Titre en simple dames
| No | Date       | Nom et lieu du tournoi       | Catégorie | Dotation  | Surface      | Finaliste      | Score         |          |
| -- | ---------- | ---------------------------- | --------- | --------- | ------------ | -------------- | ------------- | -------- |
| 1  | 14/06/1999 | Heineken Trophy, Bois-le-Duc | Tier III  | 180 000 $ | Gazon (ext.) | Silvija Talaja | 6-0, 3-6, 6-1 | Parcours |

### Finale en simple dames
Aucune

## Parcours en Grand Chelem

### En simple dames
| Année | Open d'Australie | Open d'Australie   | Internationaux de France | Internationaux de France | Wimbledon       | Wimbledon            | US Open         | US Open             |
| ----- | ---------------- | ------------------ | ------------------------ | ------------------------ | --------------- | -------------------- | --------------- | ------------------- |
| 1996  | -                | -                  | -                        | -                        | -               | -                    | 2e tour (1/32)  | Kimberly Po         |
| 1997  | 3e tour (1/16)   | Ruxandra Dragomir  | 1er tour (1/64)          | Emmanuelle Gagliardi     | 2e tour (1/32)  | Monica Seles         | 1er tour (1/64) | Yuka Yoshida        |
| 1998  | 1er tour (1/64)  | Annabel Ellwood    | 1er tour (1/64)          | Elena Tatarkova          | 1er tour (1/64) | Wang Shi-Ting        | 1er tour (1/64) | Arantxa Sánchez     |
| 1999  | 2e tour (1/32)   | Jelena Dokić       | 1er tour (1/64)          | Justine Henin            | 1er tour (1/64) | Rita Grande          | 1er tour (1/64) | Mariaan de Swardt   |
| 2000  | 4e tour (1/8)    | Conchita Martínez  | 2e tour (1/32)           | Magüi Serna              | 4e tour (1/8)   | Jelena Dokić         | 2e tour (1/32)  | Martina Hingis      |
| 2001  | 1er tour (1/64)  | Iva Majoli         | 1er tour (1/64)          | Åsa Svensson             | 2e tour (1/32)  | Emmanuelle Gagliardi | -               | -                   |
| 2002  | 2e tour (1/32)   | Venus Williams     | 1er tour (1/64)          | Iva Majoli               | 1er tour (1/64) | Selima Sfar          | -               | -                   |
| 2004  | 2e tour (1/32)   | Amy Frazier        | 1er tour (1/64)          | Virginie Razzano         | 2e tour (1/32)  | Lindsay Davenport    | 2e tour (1/32)  | Amy Frazier         |
| 2005  | 1er tour (1/64)  | Gisela Dulko       | 2e tour (1/32)           | Nuria Llagostera         | 2e tour (1/32)  | Conchita Martínez    | 1er tour (1/64) | Anna-Lena Grönefeld |
| 2006  | 1er tour (1/64)  | Michaëlla Krajicek | 1er tour (1/64)          | Yuliana Fedak            | 1er tour (1/64) | Květa Peschke        | -               | -                   |
| 2007  | -                | -                  | -                        | -                        | 1er tour (1/64) | Samantha Stosur      | -               | -                   |

À droite du résultat, l’ultime adversaire.

### En double dames
| Année | Open d'Australie          | Open d'Australie         | Internationaux de France    | Internationaux de France | Wimbledon                   | Wimbledon                   | US Open                   | US Open                   |
| ----- | ------------------------- | ------------------------ | --------------------------- | ------------------------ | --------------------------- | --------------------------- | ------------------------- | ------------------------- |
| 1999  | -                         | -                        | -                           | -                        | -                           | -                           | 1er tour (1/32) Meilen Tu | Amy Frazier K. Schlukebir |
| 2005  | -                         | -                        | 1er tour (1/32) Nana Miyagi | Chakvetadze Sania Mirza  | 1er tour (1/32) L. Šafářová | N. Llagostera M. A. Sánchez | 1er tour (1/32) C. Dhenin | Randriantefy A. Smashnova |
| 2006  | 2e tour (1/16) C. Castaño | Émilie Loit Nicole Pratt | -                           | -                        | -                           | -                           | -                         | -                         |

Sous le résultat, la partenaire ; à droite, l’ultime équipe adverse.

## Parcours aux Jeux olympiques

### En simple dames
| # | Date       | Nom de l'olympiade           | Surface    | Résultat       | Ultime adversaire | Score         |          |
| - | ---------- | ---------------------------- | ---------- | -------------- | ----------------- | ------------- | -------- |
| 1 | 15/08/2004 | Olympic Tennis Event Athènes | Dur (ext.) | 2e tour (1/16) | Anastasia Myskina | 6-2, 3-6, 6-4 | Parcours |

## Parcours en Fed Cup
| #                                                                   | Date       | Lieu    | Surface    | Gagnante(s)     | Perdante(s)        | Score    |          |
|                                                                     |            |         |            |                 |                    |          |          |
| 2005 - Barrage (groupe mondial II) - Porto Rico - Indonésie - 1 : 4 |            |         |            |                 |                    |          |          |
| 1                                                                   | 09/07/2005 | Salinas | Dur (ext.) | Kristina Brandi | Romana Tedjakusuma | 6-4, 6-3 | Parcours |
| 1                                                                   | 09/07/2005 | Salinas | Dur (ext.) | Wynne Prakusya  | Kristina Brandi    | 6-4, 6-2 | Parcours |

## Classements WTA en fin de saison

### En simple
| Année | 1992 | 1993 | 1994 | 1995 | 1996 | 1997 | 1998 | 1999 | 2000 | 2001 | 2002 | 2003 | 2004 | 2005 | 2006 | 2007 |
| Rang  | 566  | 558  | 268  | 191  | 156  | 78   | 70   | 55   | 28   | 81   | 189  | 78   | 48   | 87   | 157  | 198  |

Source : (en) « Classements de Kristina Brandi », sur le site officiel du WTA Tour

### En double
| Année | 1994 | 1995 | 1996 | 1997 | 1998 | 1999 | 2000 | 2001 | 2002 | 2003 | 2004 | 2005 | 2006 | 2007 |
| Rang  | 278  | 507  | 753  | 470  | 283  | 420  | 372  | 372  | 328  | 362  | 394  | 438  | 311  | 810  |

Source : (en) « Classements de Kristina Brandi », sur le site officiel du WTA Tour